# Episodi di Doraemon (serie animata 2005) (quattordicesima stagione)
Questa è la lista degli episodi della quattordicesima stagione dell'anime 2005 di Doraemon.
In Giappone è stata trasmessa su TV Asahi, dal 7 gennaio al 31 dicembre 2018.

## Episodi
| Nº  | Giapponese 「Kanji」 - Rōmaji                                                                                           | In onda           | In onda |
| Nº  | Giapponese 「Kanji」 - Rōmaji                                                                                           | Giapponese        |         |
| 435 | 「ガンファイターのび太」 - Ganfaitā Nobita                                                                              | 12 gennaio 2018   |         |
| 436 | 「なんでもバイキング」 - Nandemobaikingu「ジャックとベティとジャニー」 - Jakku to Beti to Janī                          | 19 gennaio 2018   |         |
| 437 | 「架空人物たまご」 - Kakūjinbutsutamago「ドラドラスパイ大作戦」 - Doradora supaidaisakusen                              | 26 gennaio 2018   |         |
| 438 | 「ロボ子が愛してる」 - Robo-ko ga itoshi teru「大ピンチ！スネ夫の答案」 - Dai pinchi! Suneotto no tōan                  | 2 febbraio 2018   |         |
| 439 | 「こびとロボット」 - Kobi to robotto「宇宙たんけん！ウラヤマ星」 - Uchūta n ken! Urayama-boshi                          | 9 febbraio 2018   |         |
| 440 | 「ジャイアンvsメカジャイアン」 - Jaian vs mekajaian「きつねにつままれた話」 - Kitsune ni tsumama reta hanashi           | 16 febbraio 2018  |         |
| 441 | 「めいわくガリバー」 - Meiwaku garibā「のび太のなが～い家出」 - Nobita no naga ~ i iede                                 | 23 febbraio 2018  |         |
| 442 | 「ほどほど宝島」 - Hodohodo Takarajima                                                                                  | 9 marzo 2018      |         |
| 443 | 「動物変身ビスケット」 - Dōbutsuhenshin bisuketto「進化退化光線銃」 - Shinka taika kōsen jū                             | 13 aprile 2018    |         |
| 444 | 「ぶんぶくドラ釜」 - Bun bu ku dora kama「一生に一度は百点を…」 - Isshō ni ichido wa hyaku-ten o…                       | 20 aprile 2018    |         |
| 445 | 「うら山危険生物パーク」 - Ura yama kiken seibutsu pāku「はいどうたづな」 - Wa i dō Tadzuna                             | 27 aprile 2018    |         |
| 446 | 「ママをとりかえっこ」 - Mama o torikae kko「ざぶとんにもたましいがある」 - Zabuton ni mo tama shī ga aru               | 11 maggio 2018    |         |
| 447 | 「のび太は世界にただ一匹」 - Nobita wa sekai ni tada ichi-biki「地平線テープ」 - Chiheisen tēpu                         | 18 maggio 2018    |         |
| 448 | 「ニニンジャ！からくり忍者屋敷」 - Nininja! Karakuri ninja yashiki「友だちの輪」 - Tomodachinowa                        | 25 maggio 2018    |         |
| 449 | 「夏だ！山だ！野比家のキャンプ」 - Natsuda! Yamada! Nobi-ka no kyanpu「インスタントロボット」 - Insutantorobotto        | 1º giugno 2018    |         |
| 450 | 「ハー灯に火をともせ」 - Hā-tō ni hi o tomose「雨男はつらいよ」 - Ame otokohatsuraiyo                                   | 8 giugno 2018     |         |
| 451 | 「ジャイアンの子守歌」 - Jaian no komori uta「おれさまをグレードアップ」 - Ore-sama o gurēdoappu                        | 15 giugno 2018    |         |
| 452 | 「テレビ局をはじめたよ」 - Terebikyoku o hajimeta yo「人の身になるタチバガン」 - Hito no mi ni naru tachibagan          | 22 giugno 2018    |         |
| 453 | 「録験機でたのしもう」 - Rokukenki de tanoshimou「アセッカキン」 - Asekkakin                                            | 29 giugno 2018    |         |
| 454 | 「天の川で星釣りを」 - Amanogawa de hoshi tsuri o「ねがい星」 - Negai boshi                                             | 6 luglio 2018     |         |
| 455 | 「きもだめしめがね」 - Ki mo dame shi megane「いきものおりがみ」 - Iki mono ori ga mi                                   | 20 luglio 2018    |         |
| 456 | 「絶景！箱庭ソーメン流し」 - Zekkei! Hakoniwa sōmen nagashi「半分の半分のまた半分…」 - Hanbun no hanbun no mata hanbun… | 27 luglio 2018    |         |
| 457 | 「友情カプセル」 - Yūjō kapuseru「ジャイ子の恋人=のび太」 - Jaiko no koibito = Nobita                                   | 3 agosto 2018     |         |
| 458 | 「額縁をくぐって海へ」 - Gakubuchi o kugutte umi e「チューケンパー」 - Chūkenpā                                         | 17 agosto 2018    |         |
| 459 | 「うそつきかがみ」 - Usotsuki kagami「十円なんでもストア」 - Jū-en nan demo sutoa                                       | 24 agosto 2018    |         |
| 460 | 「仙人らくらくコース」 - Sennin rakuraku kōsu「悪運ダイヤ」 - Akuundaiya                                                | 31 agosto 2018    |         |
| 461 | 「ドラえもんの歌」 - Doraemon nouta「相関図メーカー」 - Sōkanzu mēkā                                                    | 14 settembre 2018 |         |
| 462 | 「時を走れ！タイム借り物競走」 - Toki o hashire! Taimu karimono kyōsō「時限バカ弾」 - Jigenbakadan                      | 12 ottobre 2018   |         |
| 463 | 「魔法使いのび太」 - Mahōtsukai Nobita「野比家、夢の温泉旅行」 - Nobi-ka, yume no onsen ryokō                           | 19 ottobre 2018   |         |
| 464 | 「合体ノリ」 - Gattainori「行け！ノビタマン」 - Ike! Nobitaman                                                          | 26 ottobre 2018   |         |
| 465 | 「いろいろソーダセット」 - Iroiro sōdasetto「マジックボックス」 - Majikkubokkusu                                        | 2 novembre 2018   |         |
| 466 | 「あい棒」 - Ai bō「アトカラホントスピーカー」 - Atokarahontosupīkā                                                     | 9 novembre 2018   |         |
| 467 | 「のび太の流れ星」 - Nobita no nagareboshi「オーバーオーバー」 - Ōbāōbā                                                 | 16 novembre 2018  |         |
| 468 | 「ドラえもんストーブ」 - Doraemon sutōbu「一晩でカキの実がなった」 - Hitoban de kaki no mi ga natta                     | 23 novembre 2018  |         |
| 469 | 「つづきをヨロシク」 - Tsudzukiwoyoroshiku「もしもボックスで昼ふかし!?」 - Moshimo bokkusu de hiru fukashi!?            | 30 novembre 2018  |         |
| 470 | 「しあわせトランプの恐怖」 - Shiawase toranpu no kyōfu「未来のクリスマスカード」 - Mirai no kurisumasukādo              | 7 dicembre 2018   |         |
| 471 | 「ウラシマキャンデー」 - Urashimakyandē「シールで逃げきれ！」 - Shīru de nige kire!                                     | 14 dicembre 2018  |         |

## Speciali
Gli episodi speciali di Doraemon vengono trasmessi in Giappone in occasione di eventi o ricorrenze particolari; sono inediti in Italia.
| Nº  | Giapponese 「Kanji」 - Rōmaji | In onda          | In onda                         |
| Nº  | Giapponese 「Kanji」 - Rōmaji | Giapponese       | Italiano                        |
| S64 | 「神さまロボットに愛の手を！」 - Kamisamarobotto ni ai no te o!「円ピツで大金持ち」 - En pitsu de ōganemochi                                                               | 7 gennaio 2018   | -                               |
| S65 | 「リモコンねこでとり返せ!」 - Rimokon neko de tori kaese!「フクロマンスーツ」 - Fukuromansūtsu「ツチノコみつけた!」 - Tsuchinoko mitsuketa!                                | 6 aprile 2018    | -                               |
| S66 | 「クジラとまぼろしのパイプ島」 - Kujira to ma boroshi no paipu shima | 7 settembre 2018 | -                               |
| S67 | Un lavoro part-time come Yeti 「雪男のアルバイト」 - Yukiotoko no arubaito「かまいたちのクック」 - Kamai-tachi no KukkuC'è vita su Marte! 「ハロー宇宙人」 - Harō uchūbito | 31 dicembre 2018 | 15 settembre 2015-10 marzo 2014 |